# Aptiva
Aptiva（アプティバ）は、IBMが1995年から販売したコンシューマー向けデスクトップパソコンのブランド名。
前身はPS/1やPS/Vなど。後継はIBMのコンシューマー向けPC（ノートPCを除く）からの撤退に伴い、無い。その後、残ったPC事業（ノートPC、およびビジネス向けデスクトップ）も2005年にレノボ（聯想集団、Lenovo）に売却された。Aptivaという名称に語源はなくIBMによる造語である。

## 概要
AptivaシリーズはIBMが1995年にそれまでのコンシューマー（一般家庭消費者）向モデルPS/Vを一新し発売したデスクトップ型のパソコンシリーズで、一般家庭向けにビジネスモデルをディチューンしたとはいえ、IBMのブランド名と潤沢なプリインストールされたアプリケーションソフトウェア類で人気を集め、日本ではインターネット利用が拡大する波に乗って売上げを伸ばした。
当時は「パソコンを使う」という行為が、限られたマニアやオタクといった層から一般に拡大し始めた時代でもあり、本体・モニタ・キーボード・マウス・外付けスピーカーなどがセットになって発売されていたこれらシリーズは、初めてパソコンを買うユーザー向けに、豊富で設置編から初期設定・使い始め・付属アプリケーションソフトウェアの利用など用途別に別けられたマニュアルが同梱され、また複雑な操作を必要としないリカバリーCD（→再インストール）は、とかく操作ミスでOSのシステムファイルを消してしまいがちな初心者ユーザーにとって「安心して弄れる」という利点を与えた。こういった初心者用モデルは、その後に他社からも盛んに発売されるようになった。
1994年10月にIBMのパソコンブランドの新体制が発表され、そのうちの一つとしてAptivaの名前が挙げられた。日本では、1995年3月、「Aptiva Vision/510/520/720」の4モデルがシリーズ第一弾として発売されている。
Aptiva Vision本体/モニターに加えて、CD-ROM/スピーカー/FAXモデムを標準装備した一体型（オールインワン）。オプションでTVチューナー/MPEGエンコーダー・ボードも選択可能であった。また、ヤマハの音源ボードを搭載した「Aptiva Music Vision」も発売された。「Aptiva Music Vision」は従来の販売経路であったパソコンショップや家電量販店だけではなく、ヤマハ楽器店でも販売されていた。
Aptiva 510/520デスクトップ型と呼ばれる平置き・モニタ台タイプのモデル。機能的にはタワー型と比べ遜色の無い性能を持っていたが、拡張性はデスクトップ型ということもありやや限定されている。
Aptiva 720CPUがIntel DX4 100MHz、メモリは標準8MB（最大128MB）、HDDは540MBのミニタワー型。OSはIBM PC DOS 6.3/V、Microsoft Windows 3.1が動作するいわゆるIBM-PC互換機。
これらは当時Microsoft Windows 95が発売される直前ということもあり、無料アップグレード対象機種であったため、ユーザー登録を行うと、後日インストールキット（デバイスドライバが付属）が送られてきた。後にWindows 95が発売され、後続モデルは最初からWindows 95がインストールされていた。
1999年9月に発売されたAptiva 20J/21JではデスクトップPCの中で初めて10万円を切る9万9800円という値段を実現し、10万円PCと呼ばれ話題となった。ちなみにスペックはK6-2 400MHz、64MBのSDRAMメモリ、6GBのHDDで、Windows 98を動かすには十分な性能であった。
その一方で、2000年代現在ではブロードバンドインターネット接続であたりまえの機能となったLAN機能はJ/Hシリーズの頃までサポート対象外の動作未保証であった。これは同社のビジネス向けPCであるIBM PC Seriesとの社内競合を避ける意味合いもあったと推測される。しかし安価なパソコンということで、システム関連の販売店側では無理矢理LANボードを装着して企業や団体・施設などへ納入するシステムの端末として組み込むケースも見られた。

## シリーズ系譜
システム的に、Mwaveと呼ばれるDSPチップ（集積回路）を利用した「アナログモデム・サウンドカード兼用拡張ボード」を搭載していたモデルでは、これがリソースの占有などネックとなって、拡張性や通信速度に難が出る場合もあった。
OSは初期はWindows 3.1およびOS/2が導入済みであり, 後にWindows 95,98,Meモデルが発売された。プリインストールや付属の形で同梱されていたアプリケーションソフトにおいては、最初期は個人のアミューズメント利用（人間万歳パソコン）を製品コンセプトとして強く打ち出していたことから、オフィス製品はプリインストールしない方針であったが　後の方針変更によりワープロ・表計算・はがき宛名印刷などの実用アプリケーションから、パソコン通信やインターネットサービスプロバイダ契約ソフトといった通信関連、ビデオスクリーンセーバーやコンピュータゲームからバーチャルペットなどアミューズメント的なものまで幅広く同梱されていた。登場初期からインターネット普及に伴うパソコン普及初期にかけてのシリーズでは、マニュアルも初心者向けに充実しており、VHSビデオテープによる初期設定ガイド映像が同梱されたモデルも出ている。しかし後にこういった大量添付ソフトや同梱物が価格を押し上げる要因となったため、大幅に廃されていった。
こういった豪華な貼付・同梱物は価格を押し上げたこともあり、今日のコモディティ化による価格競争が激しいパソコンでは、プリインストールソフトウェアが極力減らされることはおろか、マニュアルさえ電子書籍の形でハードディスク内に収められるなどの傾向が顕著である。Aptivaブランド終了後にビジネスモデルとしてリリースされたNetVistaやレノボ製品においてはノートパソコンブランドのThinkPadシリーズやビジネスモデル・デスクトップ機であるThinkCentreには継承されなかった。
シリーズは2001年5月リリースのAptiva A/Eシリーズが最終となっている。

### Aシリーズ

#### (6832)
2001年6月8日発売。Pentium 4搭載のハイエンドデスクトップPCと位置づけられ。Pentium 4 1.5GHz搭載の「63J」と、1.4GHz搭載の「43J」が用意されている。筐体色は黒を基調とし、フロントパネルカラーが青色であるのが特徴である。本体のみのIBMダイレクト価格は6832-63Jが239,000円、6832-43Jが199,000円で、両モデルともピボット機能付き15・18インチ液晶など付属ディスプレイの異なる5モデルずつが用意される。プリロードOSはWindows Me。このモデルがAptivaシリーズ最終モデルである。

### Eシリーズ

#### (2137)
1998年2月28日発売(E4Aのみ同年3月28日発売)。プロセッサにはAMD K6プロセッサ(233MHz/266MHz)を採用。筐体はミニタワーで、筐体色は白色。OSは全モデルにMicrosoft Windows 95(OSR2.1)が導入されており、E1Aにはロータススーパーオフィス97、E2A/E4AにはMicrosoft Office 97がプリンストールされている。いずれのモデルもモニタとセットになっておりE1Aが15インチCRTモニタのセット、E2A/E4Aは17インチCRTモニタのセットになっていた。

#### (2153)
1998年7月25日発売。プロセッサにはAMD K6-2とPentium IIがラインナップされた。従来からの筐体であるミニタワーに加えて、省スペース設計の新しいデザインであるマイクロタワーを追加。筐体色は白色。マイクロタワーの筐体はE21、E31、ミニタワー筐体はE51である。いずれのモデルも15インチ、17インチCRTディスプレイまたは15インチTFTディスプレイとセット。E21/E31には3D機能を強化したK6-2プロセッサ(266MHZ/300MHz)を搭載し、E51システムには高速なPentium IIプロセッサ(400MHz)を搭載。価格はオープン価格であるが、IBMダイレクト価格はE21が184,000円、E31が209,000円、E51が299,000円からとなっている。

#### (2139)
1998年8月21日発売。

### Sシリーズ

#### (2159)
1996年11月2日発売(2159-B60)。筐体色は黒。IBMダイレクト価格は2159-B60が379,000円、2159-B65が409,000円、2159-B75が449,000円。このモデルの最大の特徴は、「スプリット・デザイン」とよばれる筐体を2分割した構造で、光学ドライブ、フロッピーディスクドライブ、電源スイッチなどの日常的に利用する装置や機能を「メディア・コンソール」にまとめ、マザーボード、HDD、拡張ベイなどの、ふだん触れる機会の少ない機能を「タワー」に収めている。これはIBMがユーザーの意見を調査、実際に家庭を訪問するなどして研究・開発したものである。ディスプレイとメディア・コンソールを机上に、タワーを邪魔にならない机の下などに置くことにより、机の上を広く使うことができる。発表会では、家庭内に設置した際のイメージが分かりやすいよう、机などのセットとともに、Aptiva Sシリーズが展示されていた。

#### (2140)
1998年2月28日発売。

### Xシリーズ

#### (2179)
Aptiva XシリーズはTFT液晶一体型PCで2000年6月発売(2179-50J）。筐体色はThinkPadなどでおなじみの黒っぽカラーを基調としたブラックメタリックが採用された。IBMダイレクト価格は21万9000円。
ディスプレイにはTFT15インチXGA液晶が採用され、液晶ディスプレイ部には持ち運び用に取っ手がついているのが特徴である。USBポートは、液晶ディスプレイの側面に2基、本体の背面の電源ユニット部分に3基、キーボードに2基、合計7基を備える。インタフェースは、赤外線通信ポートやUSBポート、PS/2ポートに絞り、パラレルやシリアルなどのレガシーインタフェースは採用していない。拡張スロットはロープロファイルのPCIスロット3基(うち1基はモデムに使用のため2基の空きスロット)がある。付属するキーボードマウスはいずれもUSB接続。
この後IBMのコンシューマーPC事業撤退に伴い後継機種はない。